# Kálmán Darányi

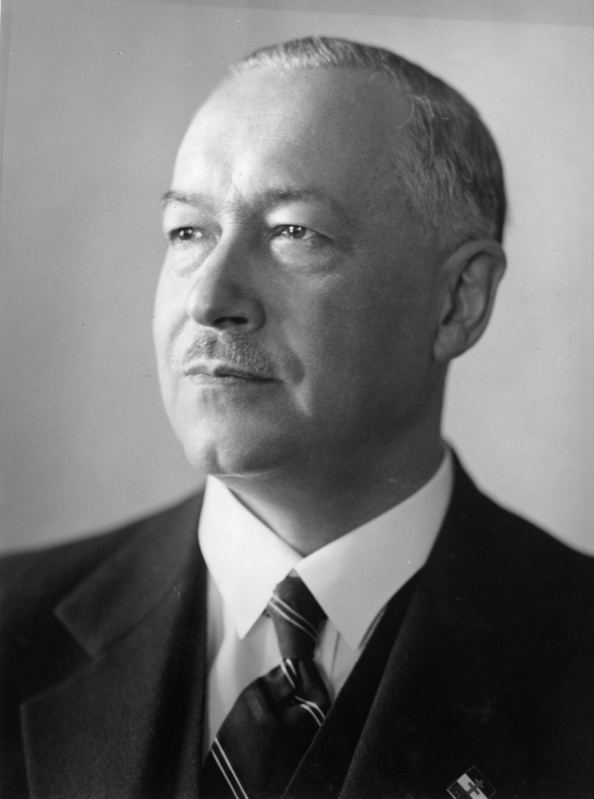
Kálmán Darányi in 1939

Kálmán Darányi de Pusztaszentgyörgy et Tetétlen (Boedapest, 22 maart 1886 - aldaar, 1 november 1939) was een Hongaars politicus en diende als eerste minister van Hongarije van 1936 tot 1938.

## Biografie
Nadat hij in 1909 was afgestudeerd in de rechten, begon Darányi een carrière in het binnenlands bestuur. Na de Eerste Wereldoorlog nam hij deel aan de omverwerping van het communistische regime in Hongarije en in 1927 werd hij als lid van de Eenheidspartij in de Hongaarse Landsvergadering verkozen. In 1935 werd hij minister van Landbouw in de regering van Gyula Gömbös. Na diens dood op 10 oktober 1936 volgde Darányi Gömbös op als premier. Hij zette de buitenlandse politiek van zijn voorganger voort en leunde nauw bij Hitler en Mussolini. Op vlak van binnenlandse politiek onderdrukte hij de vrije pers, breidde hij de macht van de regering in Boedapest uit en voerde hij represailles door jegens de joden.
Op 13 mei 1938 trad Darányi af onder de aanzwellende druk van extreemrechts en werd hij voorzitter van het Huis van Afgevaardigden.